# Sèrie de Dirichlet
Una sèrie de Dirichlet (en honor al matemàtic alemany Gustav Dirichlet) és qualsevol sèrie infinita de la forma
{\displaystyle f(s)=\sum _{n=1}^{\infty }{\frac {a_{n}}{n^{s}}}}
La sèrie de Dirichlet més famosa és la funció zeta de Riemann:
{\displaystyle \zeta (s)=\sum _{n=1}^{\infty }{\frac {1}{n^{s}}}}
També és una sèrie de Dirichlet, per exemple,:
{\displaystyle {\frac {1}{\zeta (s)}}=\sum _{n=1}^{\infty }{\frac {\mu (n)}{n^{s}}}}
on μ(n) és la funció de Möbius, així com altres funcions relacionades amb la funció zeta.

## Propietats
Les sèries de Dirichlet es poden sumar o multiplicar de la següent manera, i aquestes definicions purament algebraiques són consistents amb els valors assolits a la regió de convergència:
- Suma: {\displaystyle \sum _{n=1}^{\infty }{\frac {a_{n}}{n^{s}}}+\sum _{n=1}^{\infty }{\frac {b_{n}}{n^{s}}}=\sum _{n=1}^{\infty }{\frac {a_{n}+b_{n}}{n^{s}}}}
- Multiplicació: {\displaystyle \sum _{n=1}^{\infty }{\frac {a_{n}}{n^{s}}}\cdot \sum _{n=1}^{\infty }{\frac {b_{n}}{n^{s}}}=\sum _{n=1}^{\infty }{\Bigl (}{\Bigl (}\sum _{d|n}^{n}a_{d}b_{n/d}{\Bigr )}/n^{s}{\Bigr )}}

La multiplicació puntual descrita també s'anomena convolució de Dirichlet.

## Sèrie formal de Dirichlet
Considerem un anell R, essent un cas especial l'anell dels nombres enters. Una sèrie formal de Dirichlet sobre R correspon a la suma formal:
{\displaystyle \sum _{n=1}^{\infty }{\frac {a_{n}}{n^{s}}}}
amb coeficients {\displaystyle a_{n}\in R}. La suma i multiplicació en aquest cas són definits purament formalment, sense qüestions de convergència, per les fórmules anteriors d'addició puntual i la convolució de Dirichlet. Les sèries formals de Dirichlet formen un anell algebraic.